# Arjen Bultsma
Arjen Bultsma (Assen, 17 juli 1976) is een Nederlands rooms-katholiek priester van het bisdom Groningen-Leeuwarden. Sinds februari 2012 is hij pastoor van de Heilige Titus Brandsmaparochie. Tevens is hij sinds september 2012 vicaris van het bisdom.

## Levensloop

### Jeugd en opleiding
Bultsma werd geboren in een protestants gezin. Zijn ouders waren gereformeerd maar deden nog maar weinig met dit geloof. Ze voelden zich meer bij het katholicisme betrokken. Bultsma volgde zijn priesteropleiding aan de Katholieke Theologische Universiteit Utrecht. Daarna heeft hij enkele jaren in Rome gestudeerd aan het seminarie Giovanni Paulo II en de Lateraanse Universiteit. Op 13 november 2004 wijdde bisschop Eijk hem in de Sint-Bonifatiuskerk in Leeuwarden tot diaken en het jaar daarop hij werd op 28 mei door diezelfde bisschop in de Sint-Jozefkathedraal in Groningen tot priester gewijd.

### Kerkelijke loopbaan
Bultsma is na zijn priesterwijding werkzaam in de parochies Harlingen, Franeker, Dronrijp en Sint Annaparochie in Friesland.
Van 2008 tot 2012 was hij pastoor in de parochies van de Kanaalstreek.
Begin 2012 werd hij benoemd tot pastoor van de parochies in Bolsward, Makkum, Witmarsum en Workum die in januari 2014 fuseerden in de Zalige Titus Brandsmaparochie. 
Hij werd op 1 november 2012 tevens benoemd tot bisschoppelijk vicaris van vicariaat Friesland.
Van 17 mei 2016 tot 3 juni 2017 was hij tevens algemeen gedelegeerde van de in deze periode werkzame diocesaan administrator.
Sinds 26 augustus 2024 is Bultsma wederom algemeen gedelegeerde van de administrator na het vertrek van bisschop Van den Hout naar Roermond.
Daarnaast is hij ook bisschoppelijk gedelegeerde voor de oecumene, lid van de Plenaire Raad van de Raad van Kerken Nederland en is hij voorzitter van de Raad van Toezicht van de Stichting VNB.
Tevens is hij consulent van het officialaat in Utrecht.